# Momisofalsus clermonti
Momisofalsus clermonti é uma espécie de besouro, da família Cerambycidae, a única representante do gênero Momisofalsus. Foi descrita por Pic em 1950.